# Lhomme
Lhomme é uma comuna francesa na região administrativa do País do Loire, no departamento de Sarthe. Estende-se por uma área de 18.4 km². Em 2010 a comuna tinha 915 habitantes (densidade: 49,7 hab./km²).